# Dlakoše
Dlakoše su naseljeno mjesto u općini Bileća, Republika Srpska, Bosna i Hercegovina.

## Stanovništvo

### Popisi 1971. – 1991.
| Dlakoše       |              |               |               |
| godina popisa | 1991.        | 1981.         | 1971.         |
| Srbi          | 64 (100,0 %) | 115 (100,0 %) | 141 (100,0 %) |
| ukupno        | 64           | 115           | 141           |

### Popis 2013.
| Dlakoše       |              |
| godina popisa | 2013.        |
| Srbi          | 26 (100,0 %) |
| ukupno        | 26           |

## Vanjske poveznice
- Službene mrežne stranice općine Bileća